# Engelse Kerk (Middelburg)

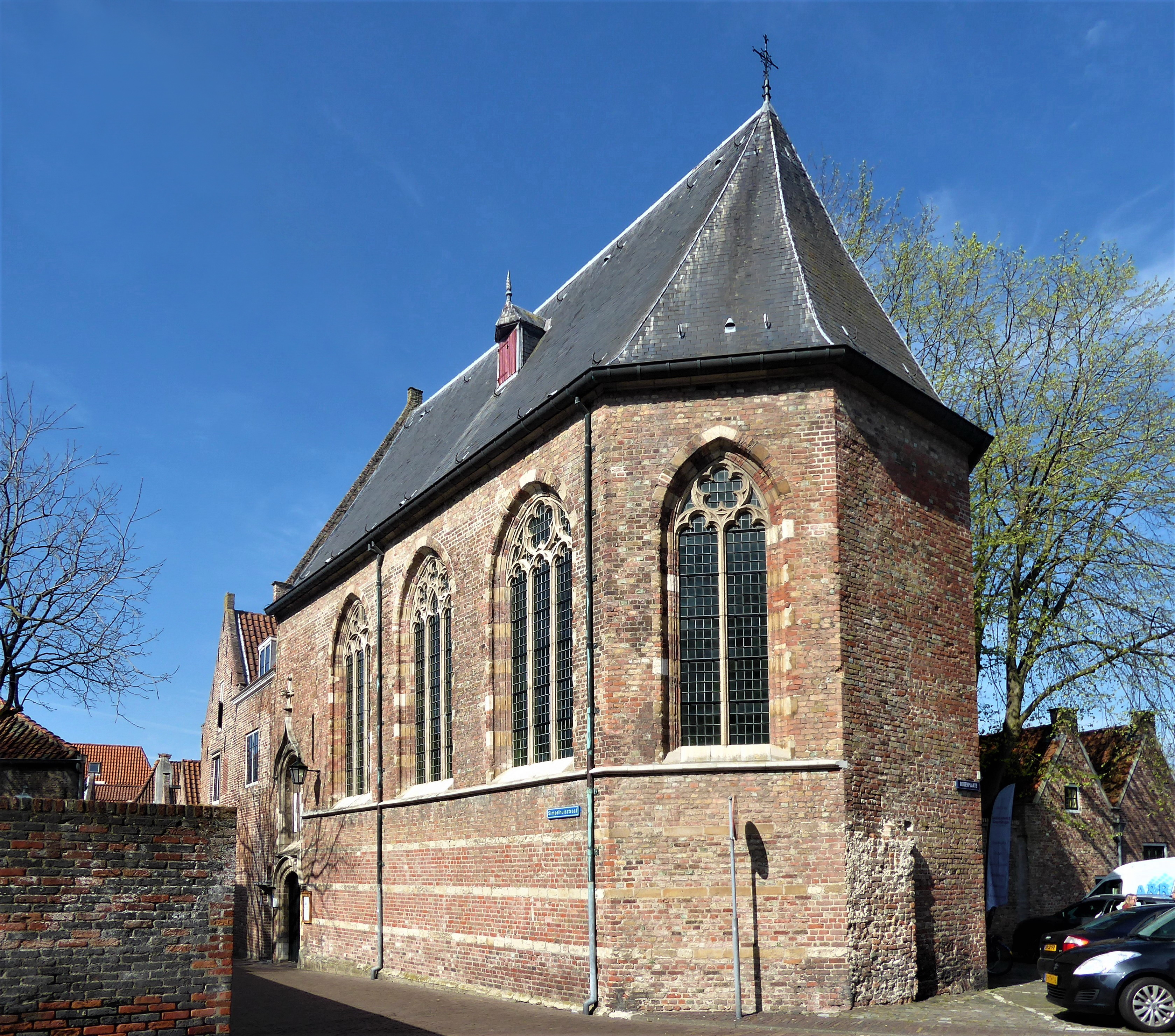
Die Engelse Kerk zu Middelburg

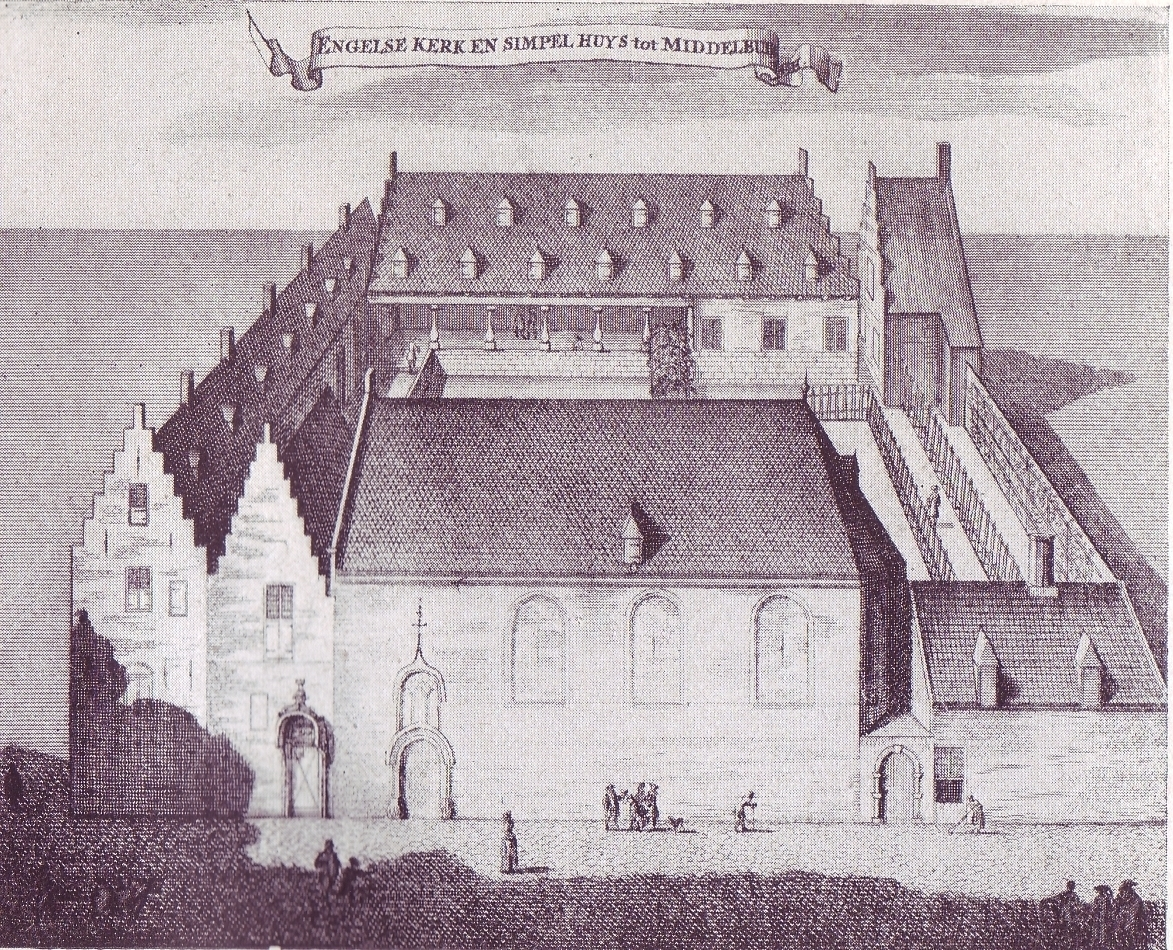
Die Engelse Kerk und das Simpelhuis um 1700

Die Engelse Kerk (deutsch Englische Kirche) ist eine spätgotische Kapelle in Middelburg (Zeeland) in den Niederlanden.

## Geschichte
Die Kapelle ist ursprünglich zwischen 1471 und 1484 als Sakralbau des Klosters der Cellebroeders (Alexianer) erbaut worden. Nach Aufhebung des Klosters und der Einführung der Reformation in Middelburg wurde die Kapelle zunächst als Teppichfabrik genutzt. Ab 1629 fand der Bau wieder eine sakrale Bestimmung als die Kapelle der Gemeinde der englischen Kaufleute in der Stadt. Daher stammt die auch heute noch gebräuchliche Bezeichnung des Sakralbaus als Engelse (= Englische) Kirche. Heute finden in ihr die Gottesdienste der wallonischen Gemeinde statt, nachdem die ursprüngliche Gottesdienststätte der Gemeinde, die Waalse Kerk, 1940 durch ein Bombardement zerstört worden war.
Das Klostergebäude, das sogenannte Simpelhuis, wurde ab 1611 als Stift zur Unterbringung Geisteskranker genutzt, 1816 zog eine öffentliche Suppenküche ein. Heute befindet sich in dem Gebäude das Pfarramt der Reformierten Kirchengemeinde zu Middelburg.

## Orgel
Die Orgel wurde 1761 von dem Orgelbauer Steevens erbaut. Das mechanische Schleifladen-Instrument hat 9 Register auf einem Manual (Prestant (D) 8′, Hohlflöte 8′, Prestant 4′, Flöte 4′, Quinte 3′, Octave 2′, Tertian 1 3⁄5′, Cornet IV, Dulcian 8′) und ein angehängtes Pedal (C–d1).